# Srebrnasti zovoj
Srebrnasti zovoj (lat. Pachyptila belcheri) je vrsta morske ptice iz roda Pachyptila. Latinski naziv dobila je po britanskom mornaričkom časniku i istraživaču Edwardu Belcheru, a prirodna staništa su joj otvorena mora. 
Živi na Antarktici, u Australiji, Brazilu, Argentini, Čileu, Falklandskim otocima, Keniji, Mauricijusu, Novom Zelandu, Peruu, Svetoj Heleni, Južnoafričkoj Republici i Urugvaju. 
Sivkastoplave je boje. Duga je 27 cm. Teška je 115-180 grama. Raspon krila joj je 56 cm. Hrani se rakovima, lignjama i nekim ribama, a hranu nalazi noću. Većinu vremena provodi na moru, gdje jede, spava i pije morsku vodu. Jako je društvena, često je se viđa u velikim jatima. Okvirna populacija ovih ptica je 7.000.000 jedinki.

## Razmnožavanje
Ove ptice provode vrijeme na kopnu samo tijekom sezone gniježdenja. Gnijezde se u jazbinama ispod stijena ili pod niskim raslinjem. Postavljaju samo bijelo jedno jaje, a oba roditelja se brinu za njega.

## Vanjske poveznice
|  | Zajednički poslužitelj ima još gradiva o temi Pachyptila belcheri |
|  | Wikivrste imaju podatke o taksonu Pachyptila belcheri             |